# Association sportive féminine de Kasserine
L'Association sportive féminine de Kasserine (arabe : الجمعية الرياضية النسائية بقصرين) ou ASFK est un club tunisien de handball féminin basé à Kasserine.